# Vadebra pelosiris
Vadebra pelosiris är en fjärilsart som beskrevs av William Chapman Hewitson. Vadebra pelosiris ingår i släktet Vadebra och familjen juvelvingar. Inga underarter finns listade i Catalogue of Life.